# Ehrleite
La ehrleite è un minerale.